# Minolta
Минолта (яп. ミノルタ, англ. Minolta) — японская компания, один из ведущих мировых производителей фотокамер и вспомогательного оборудования для них, фотокопиров, факсовых аппаратов и лазерных принтеров. Компания основана в Осаке, Япония в 1928 году под названием «Нити-доку сясинки сётэн» (яп. 日独写真機商店;), означающим «Японско-немецкий магазин фототехники». Фирма более всего известна как производитель первой в мире автофокусной 35-миллиметровой камеры системы SLR. Впервые маркировка «Minolta» появилась в 1933 году в качестве собственного имени камеры. В 2003 году пережила крупное слияние с корпорацией Konica, образовав Konica Minolta. С 31 марта 2006 года подразделение Konica Minolta Photo Imaging прекратило выпускать фотокамеры под собственной маркой, так как заводы по их производству перешли к фирме Sony, с которой в июле 2005 года у Konica Minolta было заключено соглашение о дальнейшей совместной разработке цифровых камер со сменной оптикой (Digital SLR). Камеры совместной разработки представлены на рынке как Sony α.
Остальные подразделения производят измерительную и медицинскую технику.

## История компании
В 1929 году начались продажи первого фотоаппарата компании «Nifcalette». В 1937 году Minolta начала продажи Minolta Flex — первого японского двухобъективного зеркального фотоаппарата. В 1958 году компания начала производство своего первого однообъективного зеркального фотоаппарата Minolta SR-2.
В 1962 году астронавт Джон Гленн (John Glenn) во время миссии Freedom 7 использовал специально модифицированную камеру Minolta Hi-Matic. В этом же году компания стала называться Minolta Camera Co., Ltd.
В 1966 году на фотоаппарате Minolta SR-T101 впервые применён встроенный TTL экспонометр.
В 1972 году заключено соглашение компаний Minolta и Leica о совместной разработке однообъективных фотоаппаратов. В 1973 году в результате этого соглашения появилась камера Minolta CL. В 1976 году разработана камера Leica R3. Minolta производит камеры R3, R4, и R5 в серии Leica R.
В 1981 году началось производство Minolta CLE — дальномерной камеры с встроенным TTL экспонометром и автоматической экспозицией с приоритетом диафрагмы. Неавтофокусная камера Minolta X-700 выпускалась до 1999 года.
В 1985 году началось производство камеры Minolta Maxxum 7000 — первой в мире автофокусной зеркальной камеры, выпускавшейся крупносерийно. Мотор автофокуса и привод диафрагмы были встроены в корпус фотоаппарата. Вкупе со встроенным мотором, позволяющим снимать до 2х кадров в секунду и механизмом обратной перемотки Minolta 7000 стала самой автоматизированной камерой своего времени. Первой 35 мм SLR камерой со сменным объективом и автофокусом можно считать Pentax ME-F появившийся в 1981 году. Но несмотря на семилетнее производство для Pentax ME-F выпускалась лишь одна модель автофокусного объектива (мотор и источники питания находились в нём, а датчики автофокуса — в камере). Впоследствии компания Pentax отказалась от подобного подхода в пользу предложенного Минолтой.
В 1987 году компания Honeywell подала судебный иск против Минолты за нарушение авторских прав на патент на автофокусные технологии. В 1991 году суд обязал Минолту выплатить Honeywell штрафы, судебные издержки и другие потери в размере $127,6 млн.
В 1994 году название компании изменилось на Minolta Co., Ltd.
В 1995 году совместно с компанией AGFA представлена цифровая камера Minolta RD-175 матрицей 1,75 Мп.
В 1998 году начались продажи автофокусной камеры Minolta Maxxum 9, ориентированной на профессиональных фотографов, второй после Minolta 9000 профессиональной автофокусной камеры Minolta
В 2004 году завершено слияние компаний Minolta и Konica. Название новой компании — Konica Minolta Holdings, Inc.
В 2005 году создано совместное предприятие с компанией Sony для совместной работы над CCD и CMOS технологиями.
В 2006 году Konica Minolta объявила о прекращении производства фотоаппаратов. Последними моделями стали Dimage X1 и Z6. Фотоподразделение компании Konica Minolta Photo Image, Inc. передано Sony.
C апреля 2013 года холдинг Konica Minolta Holdings, Inc реорганизуется в компанию Konica Minolta, Inc, в которую стали входить 7 подразделений:
- Konica Minolta Business Technologies, Inc.
- Konica Minolta Advanced Layers, Inc.
- Konica Minolta Optics, Inc.
- Konica Minolta Medical & Graphic, Inc.
- Konica Minolta Technology Center, Inc.
- Konica Minolta Business Expert, Inc.
- Konica Minolta IJ Technologies, Inc.

### Первые фотокамеры

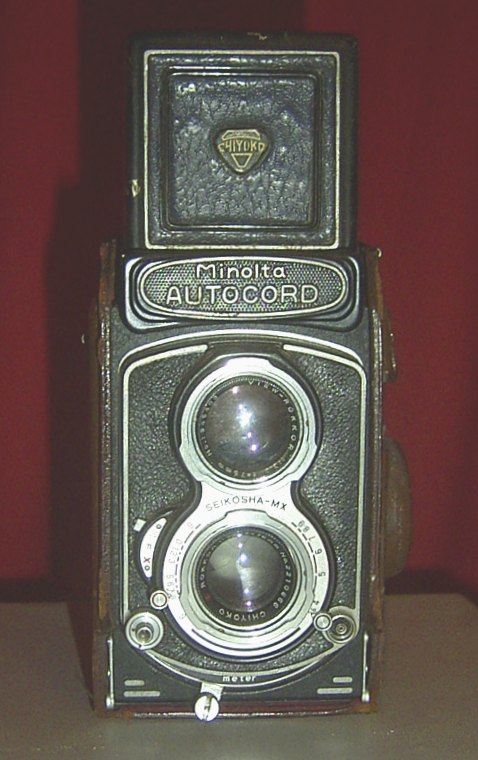
Minolta Autocord TLR

Компания начала производство собственного фотоаппарата Nifcalette в марте 1929 года. Фотоаппарат со складным мехом (размер кадра 4,5х6 см) был разработан основателем компании Кадзуо Тасимой (田嶋一雄) при участии германских партнёров Билли Нойманна (Billy Neumann) и Вилли Хейлеманна (Willy Heilemann). Объективы и затворы импортировались из Германии. Продукция компании продавалась под логотипом N, D, PH and Co (от Nichi Doku Photo Company).
В 1931 году компания стала акционерным обществом под названием Molta Gōshi-gaisha. Molta — от немецкого Mechanismus Optik und Linsen von Tashima (Механизмы, оптика и объективы Тасимы).
В конце 1931, начале 1932 года германские партнёры вышли из компании, и основали собственную фирму под названием Neumann & Heilemann. После этого были изменены названия фотоаппаратов: Nifcarette стала называться Sirius Bebe, Nifcaklapp — Sirius и т. д.
Название Minotla впервые появилось в 1933 году — так назывался фотоаппарат — копия германского Plaubel Makina.
В 1934 году началось производство складного фотоаппарата Minolta Vest, заменившего камеры со складным мехом. Корпус Minolta Vest производился из бакелита. В 1936 году было создано дочернее предприятие Nippon Kōgaku Kikai Kenkyūjo, которое производило фотоаппараты с бакелитовыми корпусами. Позднее дочернее предприятие присоединилось к основной компании.
К 1937 году компания сменила наименование на Chiyoda Kogaku Seikō, K.K. (Chiyoda Optics and Fine Engineering, Ltd.) и начала производство первого японского двухобъективного фотоаппарата Minoltaflex — аналога Rolleiflex.

### Вторая мировая война

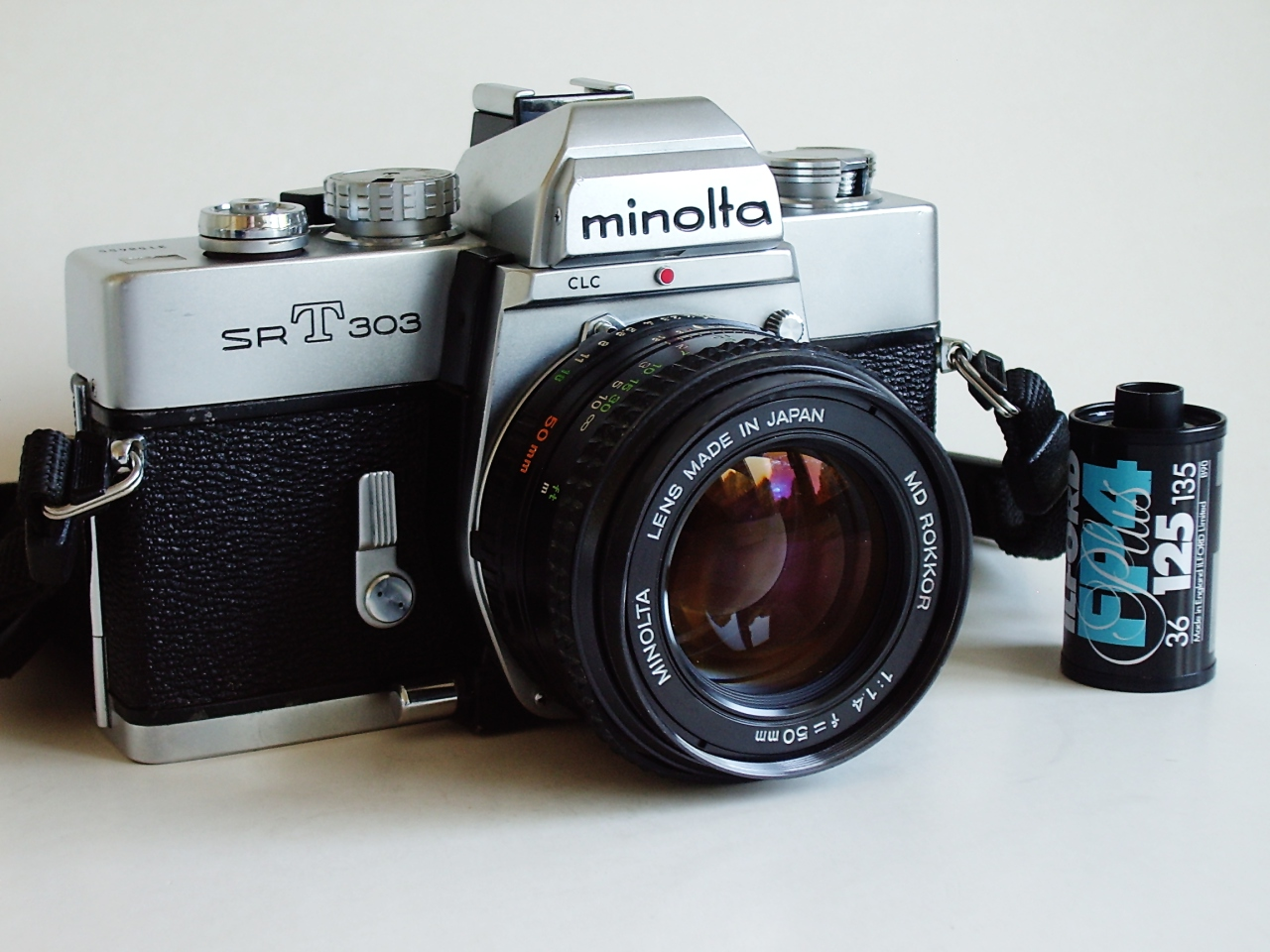
Minolta SRT303

В 1940 году началось производство объективов под торговой маркой Rokkor. Объективы производились для военных нужд. По военным заказам компания начала производство аэрофотоаппаратов. Примерно в 1943 году прекращено производство гражданской продукции.
В 1942 году военный флот Японии просил компанию организовать выпуск оптического стекла. Для этого был построен пятый завод компании, который начал работать в 1944 году. В 1943 году под контроль компании перешел завод компании Fujimoto. Во время войны три завода компании были разрушены во время авиабомбардировок.

### Послевоенный период
После войны компания начала производство фотоаппарата Semi Minolta III со складным мехом и объективом Rokkor 75 мм/f3,5. Впервые объективы Rokkor использовались в гражданской продукции. В собственность компании перешёл военный арсенал Toyokawa в префектуре Айти. Арсенал стал заводом компании в ноябре 1946 года.
В 1950 году Minolta разработала проектор для планетариев — первый в Японии. В 1950-е компания производила двухобъективные фотоаппараты, складные фотоаппараты с размером кадра 4,5×6 см, 35 мм фотоаппараты — шкальные и дальномерные.

### Зеркальные плёночные фотокамеры
В 1958 году компания Chiyoda представила фотоаппарат Minolta SR-2 — один из первых в мире зеркальных фотоаппаратов, оснащённых крышеобразной пентапризмой и зеркалом постоянного визирования.
В 1959 году Chiyoda начала производство копировальных аппаратов, различных проекторов. В 1962 году компания сменила наименование на Minolta Camera K.K. (ミノルタカメラ㈱). В этом же году компания начала выпуск зеркального фотоаппарата Minolta SR-7 с встроенным сернисто-кадмиевым (CdS) экспонометром.
В 1964 году компания начала производство внешних сернисто-кадмиевых экспонометров для фотографов. В 1968 году экспонометры Minolta Space Meter использовались американскими астронавтами в программе Аполлон.
В 1966 году начали выпускаться зеркальные фотоаппараты серии SR-T.
- Minolta SR-7
- Minolta SR-T101

### Дальномерные плёночные фотокамеры
Minolta V2 Deluxe полностью механическая плёночная 35мм дальномерная камера, выпущена в 1958 году. Центральный затвор Optiper-Citizen-HS M-10 (Optimum Performance High Speed) был разработан исключительно для камеры V2 с использованием технологии тонкого часового производства. Технологии Citizen позволили снимать с выдержкой до 1/2000 сек, что является рекордным значением. Для того времени, когда камеры могли обеспечить только 1/500 и за редким исключением 1/1000 сек, выдержка 1/2000 была чудом техники. Фотоаппарат оснащен 6 линзовым объективом Rokkor - PF 1:2 f=45mm с возможностью задержки спуска. Примечательный факт - именно на данную модель фотоаппарата снимал Юрия Гагарина прикрепленный к нему фотограф Игорь Снегирев. Самые знаменитые снимки Гагарина, в том числе его иконический портрет в скафандре сняты на эту камеру.
Большая серия популярных фотоаппаратов производимых компанией Minolta получила имя Hi-Matic и выпускалась с 1962 по 1984 год.
Minolta Hi-Matic (первая оригинальная модель), выпущены в 1962 году. Покупателю были предложены камеры с 2 вариантами объективов: 45 мм F / 2 или 45 мм F / 2.8. В фотоаппаратах использовался селеновый экспонометр и дальномер. Диафрагма и выдержка устанавливались автоматически.
Minolta Hi-Matic 7 выпущена на следующий 1963 год оснастили объективом с диафрагмой F / 1.8  и CdS вместо измерителя селена. Кроме того, появилась возможность фотографам возможность установить экспозицию вручную, эта опция недоступна в оригинальном Hi-Matic.
Minolta  Hi-Matic 7S и Hi-Matic 9  выпущены в 1966 году, были несколько улучшенные версии предыдущей модели и имели новую продвинутую версию встроенного экспонометра чуть более светосильный объектив f / 1,7 с дополнительными выдержками 1/2 и 1 с и системой Minolta «Easy-Flash», что упростило съемку со вспышкой.
Minolta  Hi-Matic 11 от 1969 года была похожа на 9 модель, но в ней появился режим приоритета выдержки автоматической экспозиции, а значения диафрагмы и скорости затвора отображались в видоискателе. Кольцо диафрагмы отсутствует.
Minolta  Hi-Matic C и Hi-Matic 5 выпущенны в 1969 году, являлись бюджетными версиями модельного ряда. В интересах компактности имели объектив 40 мм f / 2,7, уменьшился диапазон выдержек и компания убрала дальномер, оставив фокусировку по шкале. У C была автоматическая экспозиция с приоритетом выдержки при помощи измерителя CdS. Версия 5 была дешевле версии С.
Minolta  Hi-Matic Е выпущена в 1971 была улучшенной версией C с 40 мм F / 1,7 линзы и дальномером. Фактически модель по характеристикам ближе к серии 9 и 11. Использовалась та же система автоматической экспозиции Electro Control, что и на камерах Yashica Electro.
Minolta  Hi-Matic F выпущена в 1972 году, как компакт версия с широкоугольным объективом Rokkor 38mm 1:2.7. Компания устранила недостатки не позволившие выйти на высокий уровень продаж, 2 годами ранее моделям Hi-matic С и Hi-Matic 5, установив в камеру дальномер и систему автоэкспозиции "Electro Control", позволившую получать прекрасные снимки даже в тяжелых условиях съемки. Высоко оценена на международных выставках.
Minolta  Hi-Matic G выпущена в 1974 году выпускает более дешевую версию уже без "Electro Control".
Minolta  Hi-Matic G2 выпущена в 1982 году. Популярная версия с более дешевой системой автоэкспозиции.

### Сотрудничество с Leitz
В июне 1972 году основатель компании Minolta Кадзуо Тасима заключила соглашение с германской компанией Ernst Leitz GmbH  о совместном использовании патентов и разработок. В результате этого сотрудничества, в 1974 году появились фотоаппараты Minolta XE и Leica CL. Камера позиционировалась для продвинутых пользователей и профессионалов, и стоила довольно дорого для того времени. Качество изготовления фотоаппарата было очень высокое и отличалось, как от предыдущих моделей, так и более поздней и коммерчески успешной серии Minolta XD. Minolta XE отличалась  большим набором удобных функций: экспокоррекция, мультиэкспозиция, синхроконтакт X / PF, светлый и информативный видоискатель с шторками, переключатель включения/отключения камеры,  при этом фотоаппарат имеет компактные размеры в прочном металлическом корпусе.  XE серия была известна, как XE во всем мире, однако нумерация топовой модели была различной: одна и та же модель в Японии называлась XE, в Европе XE-1 и XE-7 в США.  В дальнейшем Minolta XE стала основой для создания Leica R3  в 1977 году. В 1976 году выпущена упрощенная модель XE-5, получившая в Японии название XEb.
В 1981 году Minolta начала производство фотоаппарата Minolta CLE — дальномерной камеры с байонетом Leica M и автоматической экспозицией с приоритетом диафрагмы. Компания начала выпуск дешевых камер любительского уровня, а с появлением автофокусных технологий прекратила выпуск профессиональных фотоаппаратов с ручной наводкой на резкость.
В 1982 году основатель компании Кадзуо Тасима оставил пост президента компании, но продолжал занимать пост председателя совета директоров до своей смерти, наступившей в 1985 году. Президентом компании стал его сын — Хидэо Тасима (田嶋英雄).

### Автофокусные технологии

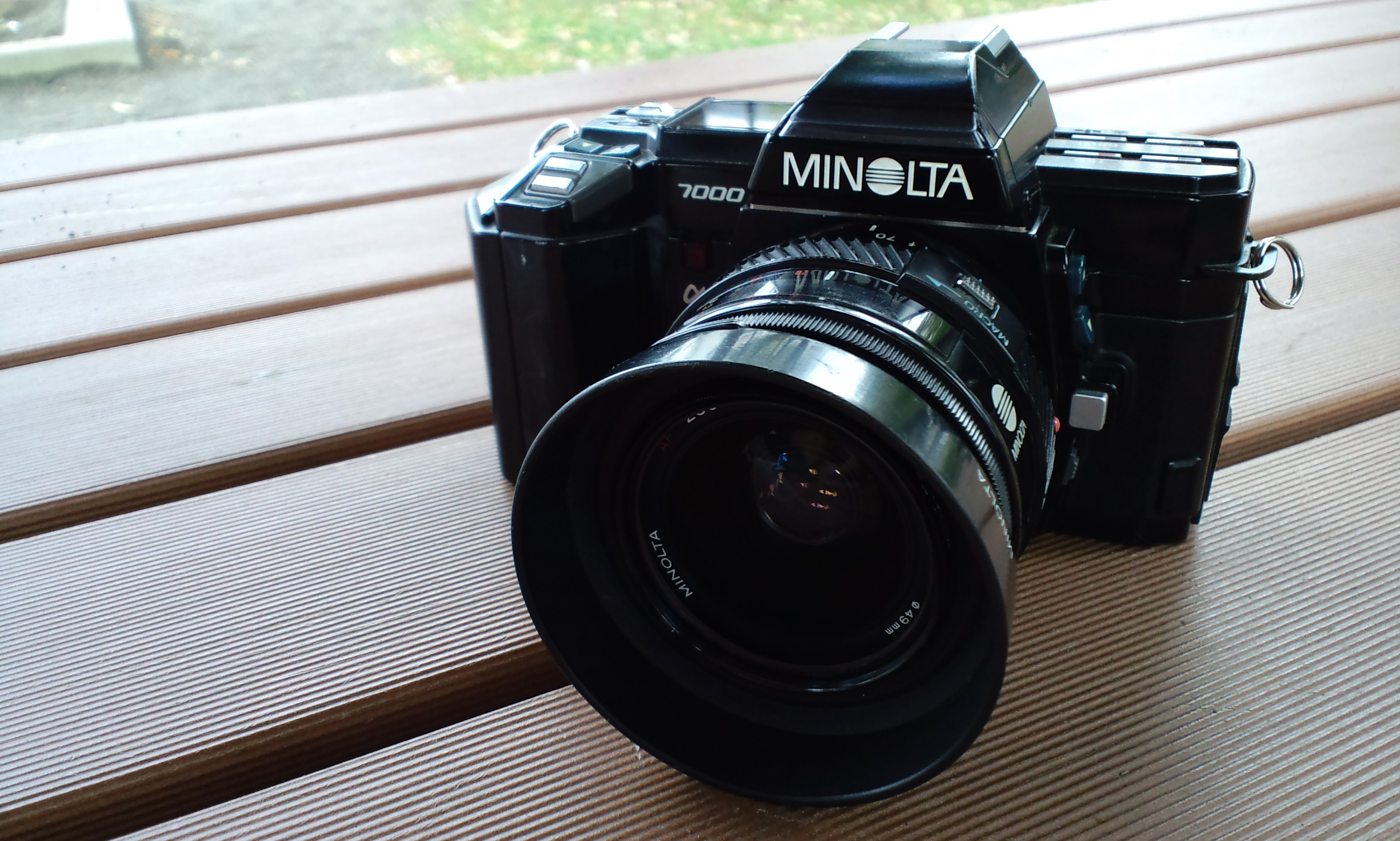
Minolta Maxxum 7000 Alpha Mount.

В 1970-е годы Minolta приобрела у Leica Camera патент на автоматическую наводку на резкость. В 1985 году Minolta начала продажи однообъективного зеркального фотоаппарата с автоматической наводкой на резкость; в Северной Америке он продавался под названием Maxxum, в Европе — Dynax, в Японии — Alpha.
В серии Maxxum Minolta отказалась от металла при производстве корпусов фотоаппарата, заменив его более лёгким и дешевым пластиком.
Компания Honeywell посчитала, что автофокусная технология Минолты нарушает авторские права на патент Honeywell. После судебного процесса Minolta в 1991 году выплатила Honeywell $127,6 млн за нарушение авторских прав, убытков, расходов на судебные издержки и т.д.

## Цифровые фотокамеры

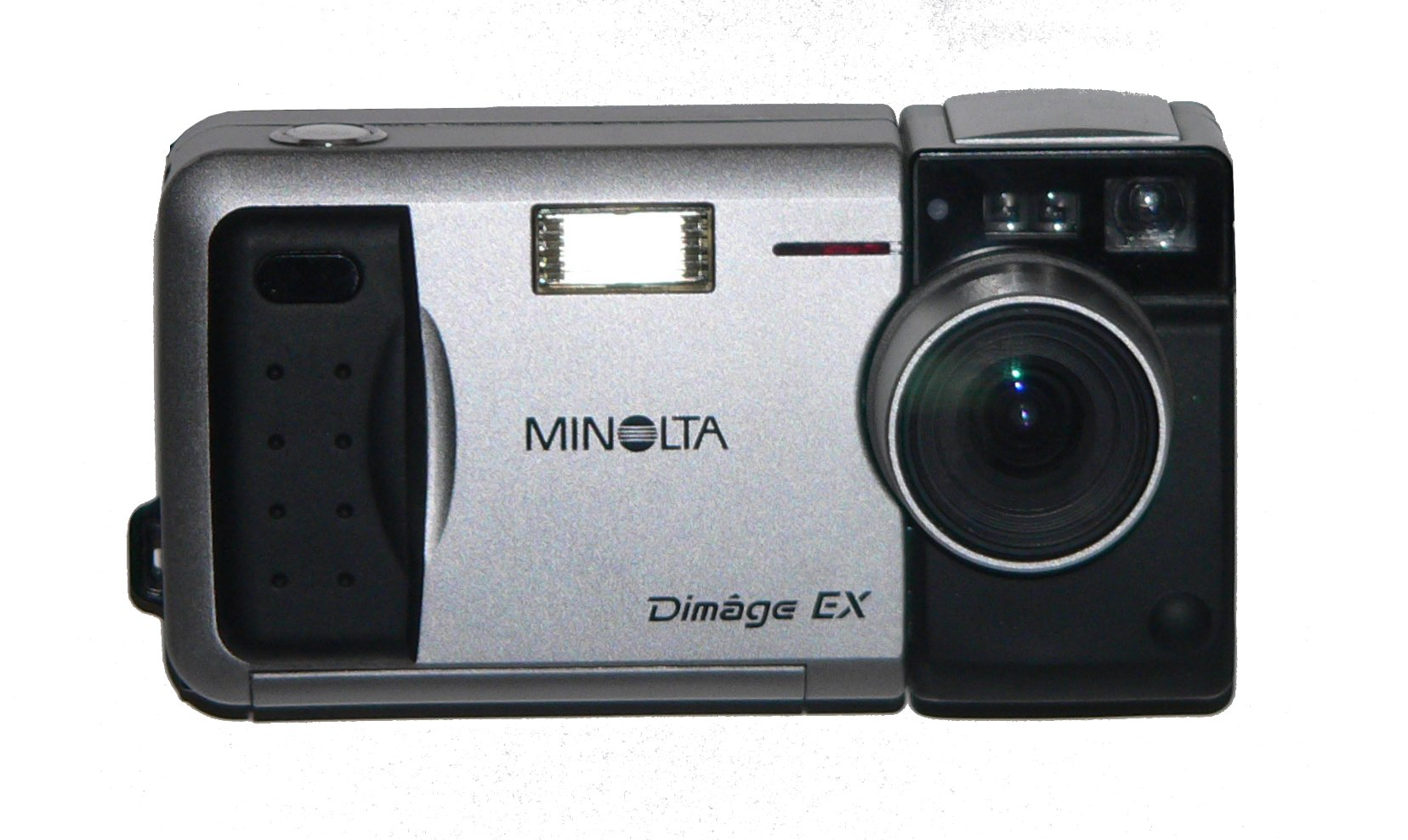
Dimage EX — компактная фотокамера

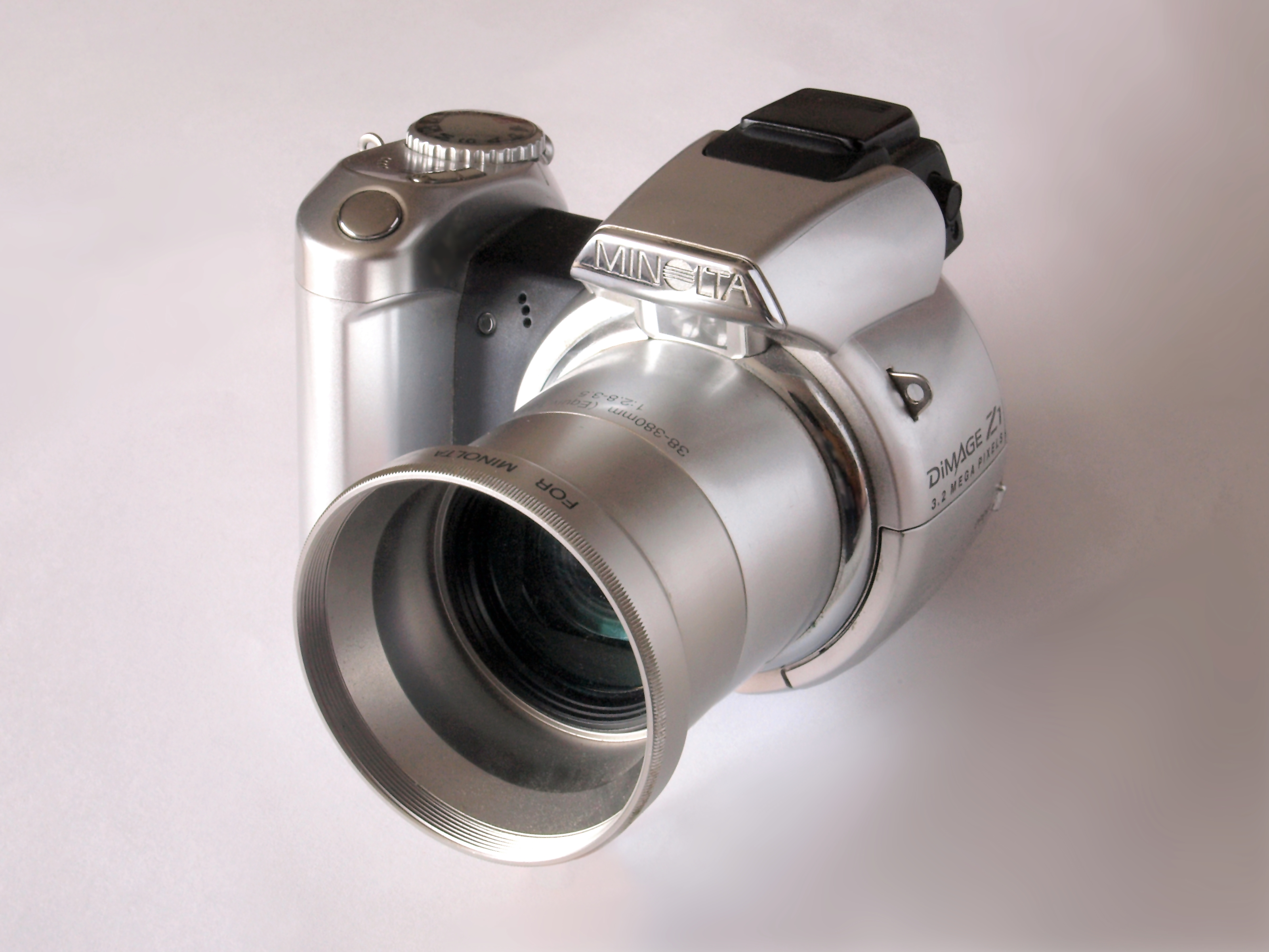
Псевдозеркальный цифровой фотоаппарат Minolta Dimage Z1 — одна из первых моделей, произведённых после слияния Konica Minolta еще под названием Minolta

## Цифровые SLR-фотокамеры
- Minolta RD-175 (1995)
- Minolta Dimâge RD 3000 (1998)

## Конкуренты
- Canon
- Nikon
- Asahi (Pentax)
- Olympus
- Samsung